# Blyant-ene
Blyant-Ene (Juniperus virginiana) er et mellemstort, stedsegrønt nåletræ. Væksten er opret til søjleformet. Enkelte, udvalgte sorter har dog en bred, buskagtig vækst. Nåle og skæl lugter kraftigt, måske lidt sæbeagtigt, når man knuser dem.

## Beskrivelse
Barken er først rød- til blågrøn med tilliggende, spidse nåle i kranse à tre. Derefter bliver den brun med døde nåle, så grålig og opsprækkende i strimler, og til sidst grå med lange, løse strimler. Rigtigt gammel bark er rustbrun, fordi den bløde underbark er blottet. Kvistene er tynde og noget firkantede.
Knopperne ligger skjult under nålene. Bladene er dels nåleformede (ungdomsform) og dels skælformede (moden form). De nåleformede blade sidder oftest i spidserne af et skudsystem, hvor de dækker de yngste kviste. Nålene sidder enten parvist modsat eller – på kraftige skud – i kranse med tre i hver. Hunblomsterne bliver til bæragtige kogler, som er blåduggede. Frøene modner ikke altid herhjemme.
Rodnettet består af kraftige, tæt forgrenede hovedrødder, der ligger lige under jordoverfladen.
Højde x bredde og årlig tilvækst: 8 x 1 m (15 x 5 cm/år), frøformerede planter dog væsentligt mere.

## Hjemsted
Blyant-Ene er udbredt i det østlige og centrale Canada og USA, hvor den gror på de ringeste jorde: dels på tørre, stenede klippeskrænter, og dels i fugtige, sumpede floddale (pionertræ).
I området omkring Roosevelt i New Jersey, USA, findes arten i skove og som pionertræ sammen med bl.a. Konvalbusk, Robinie, Tulipantræ, Amerikansk Bøg, Amerikansk Knapbusk, Amerikansk Nældetræ, Amerikansk Platan, Amerikansk Vin, Brunfrugtet Surbær, Glansbladet Hæg, Hvid Ask, Hvid Hickory, Klatre-Vildvin, Koral-Sumak, Pennsylvansk Vokspors, Rød-Løn, Skov-Tupelotræ, Sukker-Birk, Sump-Eg, Sump-Rose, Virginsk Ambratræ, Virginsk Troldnød, Virginsk Vinterbær, Weymouth-Fyr og Østamerikansk Hemlock
- Naturligt voksested i North Dakota
- Vækstform
- Bærkogler

| Portal | Portal:Botanik |